# Everybody's Crazy
Everybody's Crazy è il quarto album del cantante statunitense Michael Bolton, pubblicato nel 1985.

## Tracce
1. "Save Our Love" (Michael Bolton, Mark Mangold) (4:05)
2. "Everybody's Crazy" (Bolton) (4:42)
3. "Can't Turn It Off" (Bolton, Mangold) (4:00)
4. "Call My Name" (Bolton, Mark Radice) (4:15)
5. "Everytime" (Bolton, Mangold) (3:45)
6. "Desperate Heart" (Bolton, Randy Goodrum) (4:00)
7. "Start Breaking My Heart" (Bolton, Radice) (4:35)
8. "You Don't Want Me Bad Enough" (Bolton) (3:49)
9. "Don't Tell Me It's Over" (Bolton, Jan Mullaney) (4:01)

## Formazione
- Michael Bolton- cantante, chitarrista
- Bruce Kulick- chitarrista
- Dennis Feldman- bassista
- Chuck Burgi- batterista
- Mark Mangold- tastierista
- Mark Radice- tastierista
- Jan Mullaney- tastierista
- Allan St. John- tastierista
- Lloyd Landesman- tastierista
- Larry Fast - tastiera
- Schuyler Deale- bassista
- Mark Rivera- sassofonista

## Classifiche

### Singoli
| Anno | Singolo             | Classifica            | Posizione massima |
| ---- | ------------------- | --------------------- | ----------------- |
| 1985 | "Everybody's Crazy" | Mainstream Rock Songs | 38                |